# Комсомольськ (фільм)
«Комсомольськ» (рос. «Комсомольск») — російський радянський повнометражний чорно-білий художній фільм, поставлений на Ленінградської ордена Леніна кіностудії «Ленфільм» в 1938 року режисером Сергієм Герасимовим. Присвячений одному з трудових подвигів перших п'ятирічок — будівництву міста Комсомольськ-на-Амурі.
Прем'єра фільму в СРСР відбулася 1 травня 1938 року.

## Зміст
1932 рік. Радянська держава розвивається вкрай швидкими темпами. Безліч молодих хлопців і дівчат, що вступили в комсомол, вирушають на Амур будувати нове молоде місто, назване на честь їхньої організації. Та не всі поділяють ейфорію мирної праці. Знаходиться саботажник, який вирішує зірвати плани будівництва.

## Ролі
- Тамара Макарова — Наташа Соловйова
- Іван Новосельцев — Володимир Соловйов
- Павло Волков — Степан Микитович, начальник будівництва
- Олександр Полібін — парторг будівництва
- Микола Крючков — секретар міськкому комсомолу Андрій Сазонов
- Степан Крилов — Суботін
- Валентина Телегіна — Мотя Котенкова (дебют)
- Олександра Матвієва — Клава
- Євгенія Голинчик — козачка
- Петро Алейников — Петька Алейников
- Георгій Жженов — Маврин
- Борі Хайдаров — Кіля
- Зула Нахашкієв — старий-нанаєць
- Віктор Кулаков — диверсант
- Іван Кузнецов — Буценко
- С. Шинкевич — Сілін
- Н. П. Литвинов — технорук
- У титрах не вказані:
- Сергій Герасимов — шпигун
- Леонід Кміт — Сергій Чеканов
- Тамара Кузнецова (Глушакова) — дочка Наташі Соловйової
- Василь Меркур'єв — військовий представник на будівництві
- Аміна Умурзакова — епізод

## Знімальна група
- Художній керівник студії — А. І. Піотровський
- Автори сценарію — Зіновія Маркіна, Михайло Вітухновський, Сергій Герасимов
- Постановка — Сергія Герасимова
- Головний оператор — Олександр Гінцбург
- Художник — Василь Семенов
- Оператор — Олександр Зав'ялов
- Композитор — Венедикт Пушков
- Звукооператори — Євген Нестеров, Арнольд Шаргородський
- Монтаж — Олени Баженової, Н. Бурговой
- Директор картини — Є. Голанд